# ستيفن ريتشاردز (قاضي)
ستيفن ريتشاردز (بالإنجليزية: Stephen Richards)‏ هو قاضي بريطاني، ولد في 8 ديسمبر 1950.